# Katherine B. Hoffman
Katherine "Kitty" Marie Blood Hoffman (Winter Haven, 1 de agosto de 1914 - Tallahassee, 18 de julio de 2020) fue una química y académica estadounidense.

## Biografía

### Primeros años
Hoffman nació el 1 de agosto de 1914 en Winter Haven, Florida. Asistió al Florida State College for Women (que más tarde se convirtió en la Universidad Estatal de Florida ) para su licenciatura. Comenzó su carrera en 1932, y terminó con una licenciatura en bacteriología en 1936. Luego fue a la Universidad de Columbia para obtener una maestría en química, que completó en 1938.
Hoffman regresó a Florida State College for Women en 1940, donde permaneció durante el cambio de nombre a Universidad Estatal de Florida y durante el resto de su carrera. Comenzó como instructora de química y fue ascendida, llegando a ser profesora titular en 1959. Se desempeñó como Decana de Mujeres de 1967 a 1970, en cuyo cargo alivió las restricciones impuestas a las estudiantes. Se retiró de la universidad en 1984, pero permaneció activa en el servicio universitario durante su jubilación.

### Premios y honores
Con motivo de su jubilación, el departamento de química de la Universidad Estatal de Florida nombró un edificio de laboratorio en su honor; se volvió a dedicar a ella en 2018. Hoffman recibió un doctorado honorario de la Universidad Estatal de Florida en 2007.

### Fallecimiento
Hoffman falleció de COVID-19 en Tallahassee durante la pandemia de COVID-19 en Florida a la edad de 105 años, el 18 de julio de 2020, catorce días antes de cumplir 106 años.